# Gallinago kakuki
Gallinago kakuki — вимерлий вид сивкоподібних птахів родини баранцевих (Scolopacidae). Він був ендеміком Вест-Індії. Скам'янілості цього виду відомі з Багамських островів, Куби та острова Кайман-Брак на Кайманових островах.

## Назва
Видовий епітет вшановує багамського печерного дайвера Браяна Какука, який був піонером у відкритті скам'янілостей у Блакитних дірах.